# Aerografía

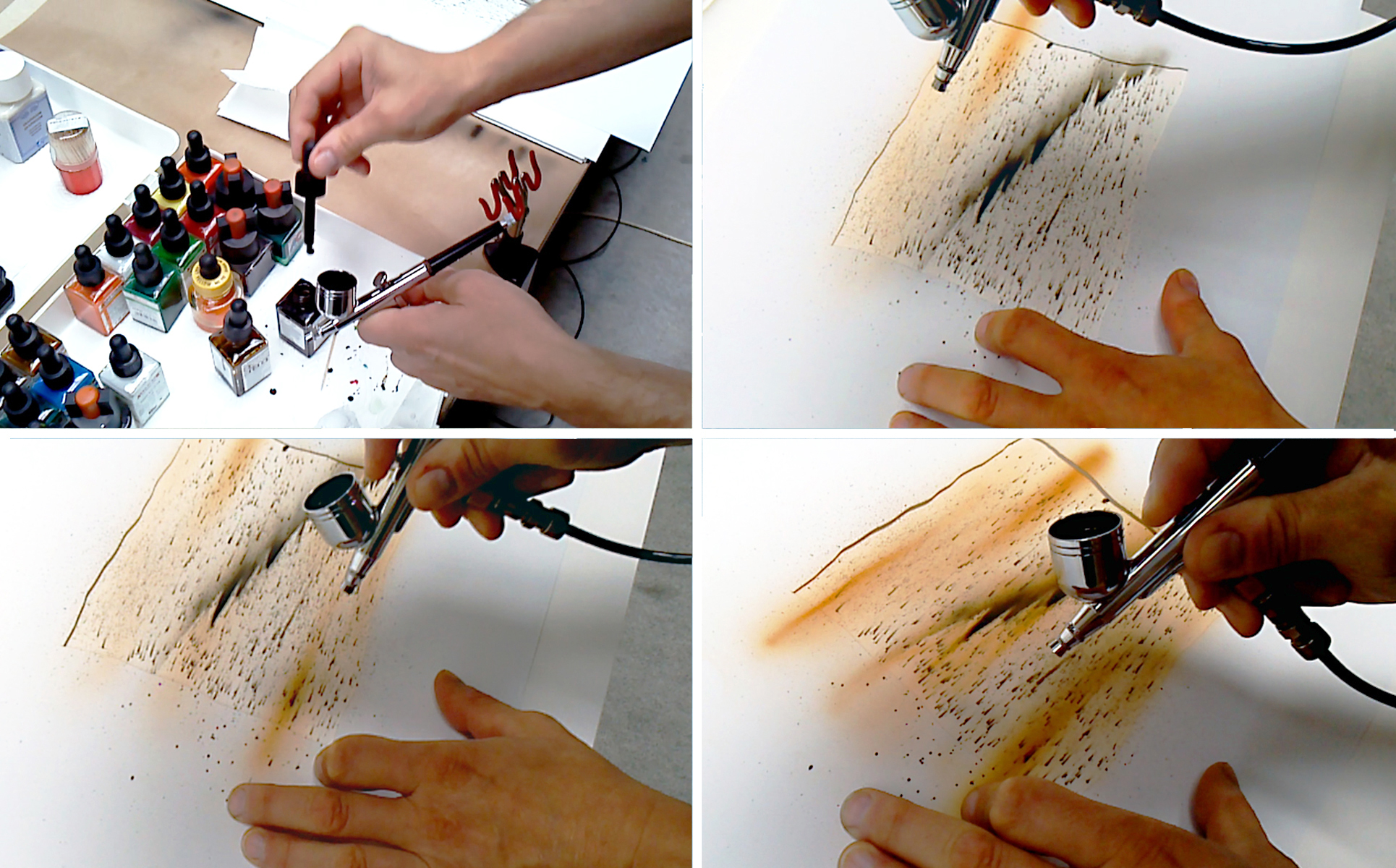
Proceso de rellenado de aerógrafo y aplicación de pintura.

La aerografía es una técnica de aplicación de pintura consistente en su aspersión o difuminación aérea sobre una superficie u objeto mediante el uso de un aerógrafo. Se caracteriza por permitir una aplicación suave y uniforme de la pintura, y de efectos visuales como el degradado de colores.
Es similar a la aplicación por spray en la confección de los grafiti.

## Descripción
La aerografía es una técnica artística que requiere de un cierto grado de entrenamiento, para ello se utiliza una fuente de aíre a presión positiva, mangueras neumáticas, compresor, proporcionando aire por Efecto Venturi sobre un aerógrafo que mezcla aire y pigmento prediluido en un solvente que lo proyecta en forma atomizada.
Debido a que es difícil realizar la técnica, que depende del artista y de la calidad de los equipos para lograrlo, la realización de la misma requiere una cierta preparación de los profesionales o estudiantes de arte. Los resultados son muy superiores a la aplicación con pincel o brocha y tienden a compensar la dificultad inicial.
Para esta técnica, se utiliza un instrumento llamado aerógrafo, que se conecta a un compresor de aire y crea finos chorros de aire con pequeñas gotitas atomizadas de pigmento. Los estudiosos de esta técnica dicen que el arte de la aerografía apareció en los tiempos prehistóricos, cuando hombres lanzaban pigmentos en las cavernas a través de tubos procedentes de huesos.

## Aplicaciones
La aerografía se usa para artes plásticas en superficies regulares y en especial irregulares, pintado de objetos de geometría variada, en especial el maquetismo, tatuajes sobre piel conocido como body paint , (pintura corporal) aplicaciones automotrices, enchulados, o grafitis. Incluso también hay un tipo de pintura comestible y se utiliza para decorar tartas principalmente.
La aplicación a escala industrial de la aerografía se realiza en fábricas automotríces, talleres de restauración, lacados artesanales, tratamientos de superficies, etc.

## Aerógrafo
El aerógrafo moderno fue inventado en mayo de 1878 por el estadounidense Abner Peeler. Tres años después, en 1881, Peeler vendió los derechos de su invención a Liberty Walkup por $700 (setecientos dólares estadounidenses). En 1883, apareció la compañía Rockford Airbrush Company, fundada por Walkup para hacer el primer aerógrafo y presentarlo en el mercado mundial.

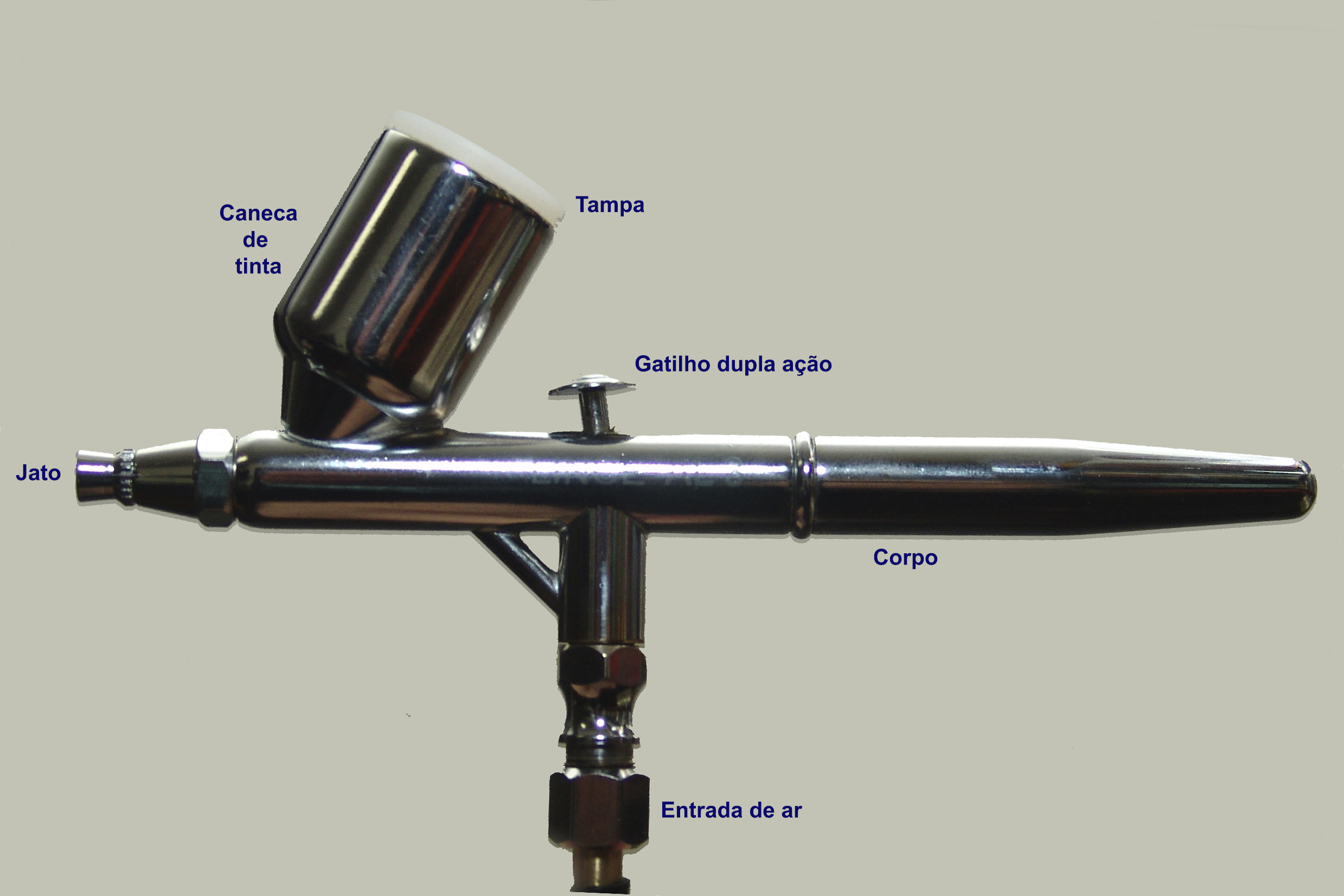
Aerógrafo Lince de doble acción.
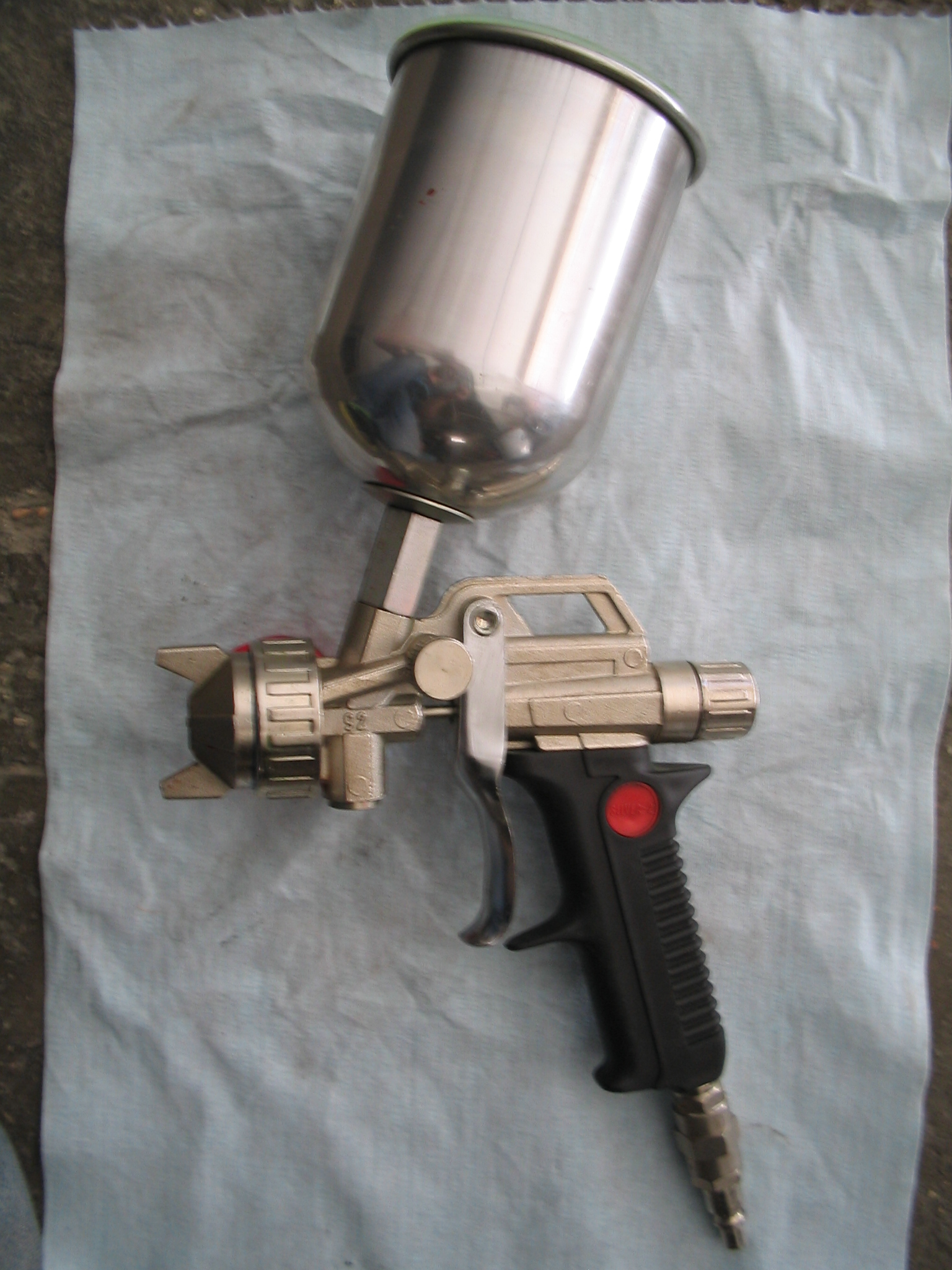
Aplicador profesional para uso en talleres de pintura automotríz.